# Керолин Мекормик
Керолин Мекормик (енгл. Carolyn McCormick; Међа, 19. септембар 1959) је америчка телевизијска и филмска глумица.
Керолин Мекормик је најпознатији по улози др. Елизабет Оливет у серији Ред и закон.